# 齋藤好章
齋藤 好章（さいとう よしあき）は、安土桃山時代の武将。前田氏の家臣である横山氏の家臣。妻は加賀八家横山家の初代・横山長隆の娘。

## 生涯
通称は内蔵允。諱は好章、あるいは利三。越前出身で、横山長隆の娘を妻とした。その長男・好直は横山姓を名乗り、更にその長男・横山玄好（通称 武右衛門）をはじめ、代々その嫡子は横山姓（他の男子は齋藤姓）を名乗って、加賀八家の横山家（長知からの嫡流）の家老職を務めた。

## 系譜
- 父：不詳
- 母：不詳
- 正室：横山長隆娘
- 男子：横山好直（横山石馬、帯刀、外記、後に如雲。齋藤兵部から改名）
- 男子：後藤次郎兵衛（後藤又助の養子）
- 男子：横山長連（横山長泰の養子）
- 男子：土田亦右衛門（土田将監の養子）
- 男子：齋藤彦左衛門
- 男子：松山重治（松山助右衛門の養子）